# ごごカフェ
『ごごカフェ』（ごごカフェ）は、NHKラジオ第1放送で2020年4月6日から2024年3月15日まで放送されていたラジオの生ワイド番組である。当初は武内陶子がひとりで担当する『武内陶子のごごカフェ』で、2022年度から柘植恵水が金曜日のパーソナリティとなり『ごごカフェ』へ改題した。2023年度に放送を終了した。

## 概要
平日午後の生放送ワイド番組で、2020年3月まで放送された『武内陶子のごごラジ!』から武内が引き続き担当した。前番組では12時台のみ放送したNHK-FMでは放送しなかった。
2022年度から番組名を『ごごカフェ』として、金曜日のみ柘植恵水アナウンサーが担当した。月曜日から木曜日は引き続き武内、2023年度から金曜は吾妻謙がそれぞれ担当した。
2023年9月28日の放送終盤で、武内が9月30日付でNHKを定年退職することを発表した。10月以降は月曜日から水曜日まで担当し、木曜日は吾妻がこれまでの金曜日に加えて担当した。
2024年2月14日に2024年度の番組編成計画が発表され、新番組まんまるに引き継がれる事が発表された。
2024年3月13日に武内陶子、3月15日に吾妻謙（4月付けで福島放送局へ異動）の番組出演を終了し、番組も終了。両日ともは13時から国会中継（第213回国会 参議院予算委員会 令和6年度予算案集中審議）のため12時55分まで短縮放送した。

## 放送時間
月曜 - 金曜 12:30 - 15:55
- 13時以降は国会中継を優先するが、国会が予定時間前に終了時は当番組のほかに話題と音楽を放送する場合がある。
- 祝日は原則放送を休止する。2020年9月22日と11月3日、2021年2月11日と7月23日[注 2]はそれぞれ『ひるのいこい』を休止し、12:15から『ごごカフェ祝日スペシャル』として放送した。列島リレーニュースと14時台後半・15時台後半のニュースは休止した。
- 2021年11月15日から19日の14時台は『未来へ 17アクション』と連動してSDGs関連を特集した。

## パーソナリティ
メインパーソナリティ（店長）
- 武内陶子（元シニアアナウンサー、2023年10月からフリーアナウンサー）：月曜日から水曜日（2023年9月まで月曜日から木曜日）
- 吾妻謙（メディア総局ラジオセンター所属）：木曜日・金曜日（2023年9月まで金曜日）

※ともに番組内「列島リレーニュース」の関東甲信越パートのニュースも担当する。

### 過去
| 期間      | 期間      | 月曜日 - 水曜日 | 木曜日   | 金曜日   |
| --------- | --------- | --------------- | -------- | -------- |
| 2020.4.6  | 2022.3.25 | 武内陶子        | 武内陶子 | 武内陶子 |
| 2022.3.28 | 2023.3.31 | 武内陶子        | 武内陶子 | 柘植恵水 |
| 2023.4.3  | 2023.9.29 | 武内陶子        | 武内陶子 | 吾妻謙   |
| 2023.10.2 | 2024.3.15 | 武内陶子        | 吾妻謙   | 吾妻謙   |

## タイムテーブル
2022年度
- 12:30 - オープニング・トーク
- 12:37頃 - ミュージックカフェ（12時台）
  - 月曜日 - 木曜日 - フリー
  - 金曜日・祝日 - スペシャル
- 12:55 - 安心ラジオ（関西ブロックを除く）
- 13:05 - クロスカフェ[注 3]
  - 月曜日 - 目指せコミュ達!（合田敏行）
  - 火曜日 - 木曜日 - 教えて解説委員!
  - 金曜日 - ごごカフェリポート
- 13:17頃 - 列島リレーニュース
- 13:48頃 - お便り紹介
- 14:05 - カフェトーク（前半）[注 4]
  - 月曜日 - この人に聞きたい
  - 火曜日 - あちこちご当地
  - 水曜日 - 豊かに生きる
  - 木曜日 - くらしのヒント
  - 金曜日 - スペシャル
- 14:33 - カフェトーク（後半）
- 15:10 - ミュージックカフェ（15時台前半）カフェトークの場合がある。
  - 月曜日 - 木曜日 - フリー
  - 金曜日・祝日 - スペシャル
- 15:33 - ミュージックカフェ（15時台後半）
- 15:52 - エンディング

2021年度
- 12:30 - オープニング・トーク
- 12:40 - ミュージックカフェ（前半）[注 5]
  - 月曜日 - ごごカフェセレクション
  - 火曜日 - ごごカフェセレクション
  - 水曜日 - 洋楽エバーグリーン
  - 木曜日 - 邦楽エバーグリーン
  - 金曜日 - スペシャル
- 12:55 - 安心ラジオ（関西ブロックを除く）
- 13:05 - ミュージックカフェ（後半）[注 6]
- 13:31頃 - 列島リレーニュース
- 13:45頃 - 
  - 月曜日 - 木曜日 ミュージックカフェ（後半続き）
  - 金曜日 - ごごカフェリポート
- 14:05 - カフェトーク（前半）[注 7]
  - 月曜日 - インタビュー
  - 火曜日 - ライフ
  - 水曜日 - ヒューマン
  - 木曜日 - ローカル
  - 金曜日 - スペシャル
- 14:33 - カフェトーク（後半）
- 15:10 - 本日の聖火リレー
- 15:15 - カフェリクエスト（前半）カフェトークの場合がある。
- 15:33 - カフェリクエスト（後半）
- 15:52 - エンディング

2020年度
- 12:30 - オープニング・トーク [注 8]
- 12:40 - ミュージックカフェ（前半）[注 9]
  - 月曜日 - 洋楽ニューリリース
  - 火曜日 - 邦楽ニューリリース
  - 水曜日 - 洋楽エバーグリーン
  - 木曜日 - 邦楽エバーグリーン
  - 金曜日 - ノンジャンル
- 12:53 - 医師が伝えたいこと [注 10]
- 12:55 - 安心ラジオ（関西ブロックを除く）
- 13:05 - ミュージックカフェ（後半）
- 13:31頃 - 列島リレーニュース
- 13:45頃 - ミュージックカフェ（後半続き）
- 14:05 - カフェトーク（前半）[注 11]
- 14:33 - カフェトーク（後半）
- 15:10 - カフェリクエスト（前半）[注 12]カフェトークの場合がある。
- 15:33 - カフェリクエスト（後半）
- 15:52 - エンディング

## テーマ曲
Brisa da tarde（GONTITI） - 『武内陶子のごごラジ!』から引き続き使用する。

## 過去の変則放送
2020年
| 放送予定日          | 理由                                                                                           | 変更内容 |
| ------------------- | ---------------------------------------------------------------------------------------------- | --- |
| 8月10日 - 8月21日   | 『ごごカフェ夏休みSP』として放送                                                               | 当初予定した甲子園大会が新型コロナウイルス感染症の影響で開催中止となり、夏休みSPとして放送する。 武内の夏休み期間は10日から14日を澤田彩香、17日から21日を藤井彩子が店長代理としてそれぞれ担当する。 2020年甲子園高校野球交流試合の試合日は全試合終了後に放送され、通常と異なる時間に放送する日があった。 |
| 8月28日             | 特設ニュース 安倍晋三内閣総理大臣辞意表明会見                                                  | 14時台の大半と15時台前半を休止する。 |
| 9月8日              | 特設ニュース 2020年自由民主党総裁選挙の立会演説会及び共同記者会見                              | 12時台と14時台のみ放送する。 |
| 9月9日              | 特設ニュース 2020年新党代表・党名選挙の討論会                                                  | 13時台と14時台前半を休止する。 |
| 9月10日             | 2020年新党代表選出・党名決定選挙                                                               | 12時台と15時台以外は変則的に放送する。 |
| 9月14日             | 2020年自由民主党総裁選挙                                                                       | 13時台まで放送する。 |
| 9月16日             | 国会中継 第202回国会・衆議院及び参議院本会議 内閣総理大臣指名選挙 及び、菅義偉内閣関連ニュース | 12時台と14時台後半以外を休止する。 |
| 10月26日            | 国会中継 第203回国会・衆議院本会議 菅義偉首相・所信表明演説                                    | 一部コーナーを前倒して13時台まで放送し、衆議院の演説終了後に再開する。 |
| 10月28日 - 10月30日 | 国会中継 第203回国会・衆議院及び参議院本会議 各党代表質問                                      | 初日（28日）：12時台のみ放送 2日目（29日）：13時台まで放送 3日目（30日）：12時台のみ放送 |

2024年
| 放送予定日 | 理由                                                 | 変更内容 |
| ---------- | ---------------------------------------------------- | --- |
| 2月1日     | 国会中継 第213回国会・衆議院本会議 各党代表質問2日目 | 『能登半島地震から1か月』として12時台と13時台はラジオ第1（R1）で放送された以外、14時以降はFMで17時55分（12時台・13時台・15時台・17時台はラジオで声をとどけよう、14時台は歌で元気に～坂田おさむ、16時台は金沢発「じわもんラジオ」）まで拡大放送された。 |

## 差し替え番組
- 民謡をどうぞ（2020 - 2021年度・青森県・秋田県・岩手県・宮城県・福島県金曜日12時台差し替え）
- 山形ひるどきラジオなにしったのや〜（2020 - 2021年度・山形県金曜日12時台差し替え）
- ラジオdeもぎたて!お昼の特別号（2021年度下半期・岡山県木・金曜日12時台差し替え）
- きたきゅ〜ラジオ（2021年1月 - 2024年1月・北九州市周辺金曜日12時台差し替え）